# Acestrorhynchus abbreviatus
Acestrorhynchus abbreviatus är en fiskart som först beskrevs av Cope, 1878.  Acestrorhynchus abbreviatus ingår i släktet Acestrorhynchus och familjen Acestrorhynchidae. Inga underarter finns listade i Catalogue of Life.